# Pingpu
Pingpu (kinesiska: 平铺) är en köping i östra Kina. Den ligger i Fanchang härad i staden Wuhu i provinsen Anhui omkring 140 kilometer sydost om provinshuvudstaden Hefei. Antalet invånare är 26 292. Befolkningen består av 12 687 kvinnor och 13 605 män. Barn under 15 år utgör 13,0 %, vuxna 15-64 år 74 %, och äldre över 65 år 11,0 %.